# 1030 هـ
1030 هـ هي سنة في التقويم الهجري امتدت مقابلةً في التقويم الميلادي بين سنتي 1620 و1621.

## مواليد
- عبد القادر البغدادي

## وفيات
- أحمد بن يونس الحرفوشي
- أوحدي البلياني
- الشيخ البهائي
- مرشد البروجردي